# Nathan Baggaley
Nathan Baggaley (* 6. Dezember 1975 in Byron Bay) ist ein ehemaliger australischer Kanute.

## Karriere
Nathan Baggaley nahm an zwei Olympischen Spielen teil. Seine erste Teilnahme erfolgte anlässlich der Olympischen Spiele 2000 in Sydney, bei denen er im Einer-Kajak über 500 Meter im Halbfinale ausschied. 2004 startete er in Athen in drei Wettbewerben und erreichte in allen drei das Finale. Auf der 500-Meter-Strecke im Einer-Kajak belegte er nicht nur im Vorlauf und im Halbfinale den zweiten Rang, sondern auch im Finale. Nur der Kanadier Adam van Koeverden war noch schneller gewesen. Über 1000 Meter verpasste er dagegen als Vierter knapp einen Medaillengewinn. Wieder war es der diesmal drittplatzierte van Koeverden, dem sich Baggaley geschlagen geben musste.
Außerdem trat er erstmals im Zweier-Kajak an. Sein Partner auf der 500-Meter-Strecke war Clint Robinson. Ihnen misslang in den Vorläufen zwar die direkte Finalqualifikation, nach einem zweiten Platz im Halbfinale zogen sie schließlich aber noch in den Endlauf ein. Mit knapp 0,9 Sekunden Rückstand auf die siegreichen Deutschen Ronald Rauhe und Tim Wieskötter belegten die beiden in einer Gesamtzeit von 1:27,920 Minuten den zweiten Platz. Dabei setzten sie sich knapp gegen die drittplatzierten Weißrussen Wadsim Machneu und Raman Petruschenka durch, die im Ziel einen Rückstand von nur 76 Hundertstelsekunden auf die Australier hatten.
Im Einer-Kajak wurde Baggaley über 500 Meter dreimal in Folge Weltmeister: 2002 in Sevilla, 2003 in Gainesville und 2005 in Zagreb. Darüber hinaus sicherte er sich 2003 und 2005 jeweils die Bronzemedaille auf der 1000-Meter-Distanz.

## Doping und Drogen
Nur wenige Wochen nach seinem dritten WM-Titel wurde Baggaley positiv auf Stanozolol und Metandienon getestet, woraufhin er für zwei Jahre gesperrt wurde. Im Februar 2007 wurde er festgenommen, nachdem die Polizei bei einer Kontrolle hunderte Ecstasypillen in seinem Auto fand. Bei einer Razzia im November 2007 wurden mehrere Drogenlabore zur MDMA-Herstellung ausgehoben, zu deren Betreibern unter anderem auch Baggaley und sein Bruder Dru gehörten. Im Mai 2009 bekannte sich Baggaley schuldig und wurde nach insgesamt vier Jahren Haftzeit im Jahr 2011 vorzeitig entlassen. Im November 2013 wurden er und Dru erneut wegen Drogenherstellung und -handels angeklagt und letztlich zu zwei Jahren und drei Monaten Haft verurteilt. Im Jahr 2018 wurde Dru Baggaley wegen Drogenbesitzes im Wert von 200 Millionen US-Dollar verhaftet, im Juni 2019 in diesem Zusammenhang auch Nathan Baggaley. Im April 2021 wurde Baggaley zu 25 Jahren Gefängnis verurteilt, sein Bruder Dru zu 28 Jahren.